# Нашествие Тохтамыша на Москву
Нашествие Тохтамыша на Москву в 1382 году — военный поход золотоордынского хана Тохтамыша в земли Северо-Восточной Руси, направленный на возобновление реальной зависимости земель великого княжения от Орды после «розмирия» Дмитрия Ивановича московского с фактическим правителем западноволжской Орды беклярбеком Мамаем (1374), поражений последнего в 1376 (см. Поход Руси на Волжскую Булгарию), 1378 (см. Битва на Воже) и 1380 (см. Куликовская битва) годах и утверждения власти Тохтамыша на всей территории Золотой Орды (1380).
Во многом благодаря эффекту внезапности Тохтамышу удалось разорить центральные области великого княжения без столкновения с его соединёнными силами и затем добиться возобновления его зависимости от Золотой Орды.

## Предпосылки
В 1377 году правитель Белой Орды (Ак-Орды) Тохтамыш-хан захватил столицу восточной части Орды Сыгнак при помощи Тимура (Тамерлана), а в 1379 году овладел Сараем, а затем и землями в низовьях Дона.
Теневой правитель в Золотой Орде Мамай, после своего поражения в Куликовской битве, собрал в Крыму остаток сил для нового похода (но теперь уже «изгоном») на московского князя, но вместо этого ему пришлось противостоять Тохтамышу на р. Калке, где, перед намечавшейся битвой, мурзы и военачальники Мамая слезли с коней и изъявили покорность Тохтамышу. Мамай со всеми богатствами бежал в Кафу, где был убит и ограблен бывшими союзниками генуэзцами.
Тохтамыш послал московскому и другим русским князьям послов с извещением о своей победе над его соперником и их врагом, а также о своём воцарении в Золотой Орде. Послы заявили, что Тохтамыш благодарен Великому Московскому князю Дмитрию за то, что последний разгромил Мамая на Куликовом поле, но он победил не хана Золотой Орды, а темника, узурпатора ханской власти и теперь, когда в Орде пришёл к власти законный хан, из рода Чингизидов, Русь по старине должна платить дань Золотой Орде, за что Тохтамыш обещал Дмитрию Московскому свою милость и защиту от врагов. Послы были встречены со всеми почестями и одарены дорогими подарками, но от дани и признания покорности Дмитрий уклонился.
Летом 1381 года Тохтамыш отправил посла царевича Ак-Хозю с отрядом в 700 человек к Великому князю и другим удельным князьям, однако, доехав до Нижнего Новгорода, Ак-Хозя вернулся в Орду, а в Москву отправил посольство со свитой, которое, по всей видимости, в Москву не прибыло.

## Поход на Москву
В 1382 году в Казани внезапно, чтобы исключить возможность доставки в Москву известий о действиях Тохтамыша, русских купцов и гостей перебили или заключили под стражу. Их товары и имущество изъяли, а суда доставили Тохтамышу для переправы войск через Волгу. Переправив свои войска на правый берег, Тохтамыш скрытно повёл их изгоном[прояснить].
Вёл же войско стремительно и тайно, с такой коварной хитростью — не давая вестям обогнать себя, чтоб не услышали на Руси о походе его.
Нижегородско-Суздальский князь Дмитрий Константинович, своевременно осведомлённый о действиях Тохтамыша, послал к нему посольством своих сыновей Василия Кирдяпу и Семёна, но те, ввиду быстрого передвижения войск Тохтамыша, не застали хана на месте и, гнавшись, настигли его только через несколько дней у границ Рязанского княжества. Олег Рязанский, чтобы не подвергать своё княжество разорению, встретил Тохтамыша за пределами своей земли и изъявил покорность, указав доступные броды на реке Оке. Тохтамыш повёл войско в обход Рязанского княжества с восточной стороны.
Известия «от некоторых доброхотящих, живущих в пределах татарских» о походе Тохтамыша застали Дмитрия Московского врасплох. В Москве началась паника. Великий князь выступил навстречу ордынцам, но, не получив помощи от князей и видя разногласие и недостаток сил, повернул для сбора рати, на север — через Переяславль в Кострому, а Владимир Андреевич Серпуховской направился в Волок Ламский. Тохтамыш, перейдя р. Оку, взял Серпухов и направился на Москву, «волости и сёла жгучи и воюючи, а род христианский секучи и убиваючи, а иные люди в полон емлючи».

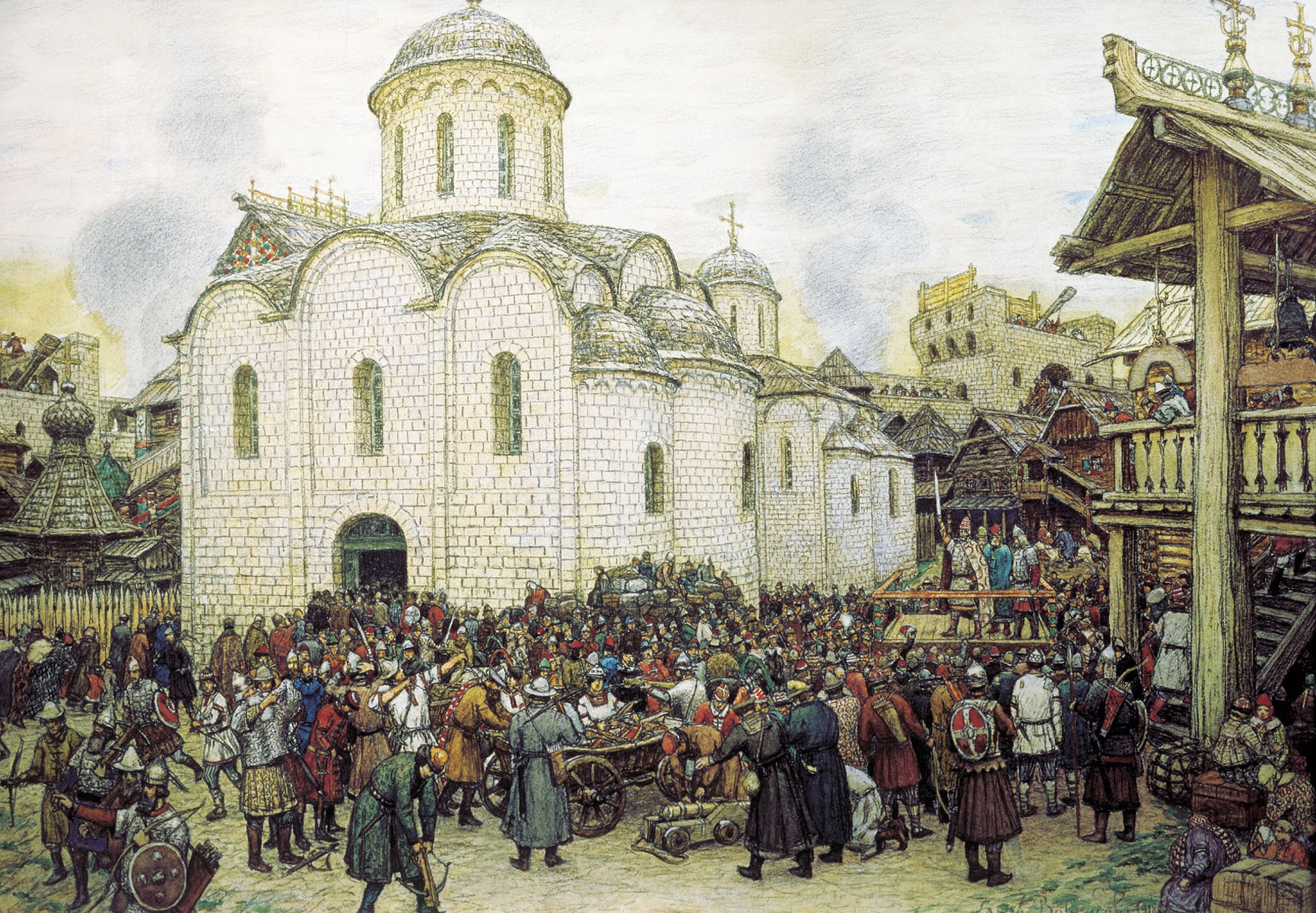
Народное вече. Подготовка к обороне

Со многих окрестностей люди с имуществом бежали в Москву, чтобы укрыться за стенами белокаменного кремля. В Москве начались беспорядки. Одни хотели затвориться и держать оборону, другие пытались покинуть город. Между ними произошла распря. На вече решили никого из города не выпускать. У ворот стояли люди с обнажённым оружием, рогатинами и сулицами, никого не выпуская из города. Дозволено было отбыть только княжеской семье и Киприану. Княгиня Евдокия с детьми отправилась к Дмитрию в Кострому, а Киприан в Тверь.
В Москву прибыл молодой литовский князь, состоявший на русской службе, внук Ольгерда Остей (вопрос о том, чьим сыном из Ольгердовичей являлся Остей, остаётся дискуссионным). До некоторой степени он сумел навести порядок и возглавить оборону. Вокруг города москвичи, чтобы лишить ордынцев материала для осады и укрытия, сожгли все посады. На стенах укрепили забрала, заготовили дёготь, кипящую смолу, кипяток и камни.

## Оборона Москвы

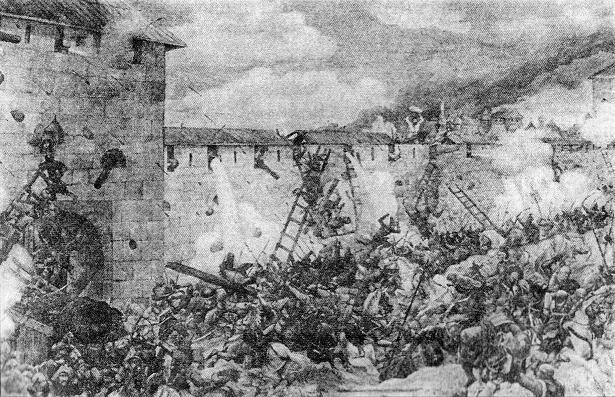
Оборона Москвы

23 августа передовой отряд Тохтамыша подошёл к Москве. Приблизившись к стенам, ордынцы спросили горожан: «Есть ли в городе Великий князь Дмитрий?» Им ответили: «Нет». Ордынцы, отъехав от стен, объехали город вокруг, осматривая подступы, ров, ворота, забрала и стрельницы. В городе в это время люди молились в церквях, другие же, вскрыв погреба тех бояр и зажиточных людей, которые ранее покинули город, вынесли мёд и вина.
…и напивались допьяна и, шатаясь, похвалялись, говоря: «Не страшимся прихода поганых татар, в таком крепком граде …ведь страхом двойным одержимы они: из города — воинов, а извне — князей наших». И потом вылезали на городские стены и бродили пьяные, насмехаясь над татарами, бесстыдным образом срамили их, слова разные выкрикивали, исполненные поношения и хулы.
Ордынцы же махали им в ответ саблями. Вечером ордынский авангард удалился.
Ночью 24 августа к городу подошли основные силы во главе с Тохтамышем. Когда ордынцы приблизились к городским стенам, москвичи пустили в них по стреле. Ордынцы ответили ливнем стрел, поразив многих защитников города, и, приставив лестницы, пошли на штурм. Защитники города лили на штурмующих кипяток, кидали камни, стреляли из луков и самострелов, били с пороков. Также москвичами было использовано огнестрельное оружие, вывезенное из Булгара во время похода 1376 года «иные тюфяки, а иные пушки великие пущаху». Все приступы были отбиты, с большим уроном для нападавших. Один из москвичей, суконник по имени Адам, приметив с Фроловских ворот знатного ордынского военачальника — татарского царевича, пустил в него стрелу из самострела, поразив «во́рога» насмерть.
Следующий день 25 августа ордынцы так же беспрерывно штурмовали город, но безрезультатно. Не сумев взять город силой и понеся при этом тяжёлые потери, Тохтамыш решил прибегнуть к хитрости.
26 августа к городским стенам, для переговоров, подошла делегация, состоявшая из ордынских князей и знатных вельмож. При них также находились сыновья Суздальского князя Василий и Семён, приходившиеся родными братьями жене Московского князя, великой княгине Евдокии. Парламентёры заявили жителям Москвы:

«Царь вам, своим людям, хочет оказать милость, потому что неповинны вы и не заслуживаете смерти, ибо не на вас он войной пришёл, но на Дмитрия, враждуя, ополчился. Вы же достойны помилования. Ничего иного от вас царь не требует, только выйдите к нему навстречу с почестями и дарами, вместе со своим князем, так как хочет он увидеть город этот, и в него войти, и в нём побывать, а вам дарует мир и любовь свою, а вы ему ворота городские отворите».

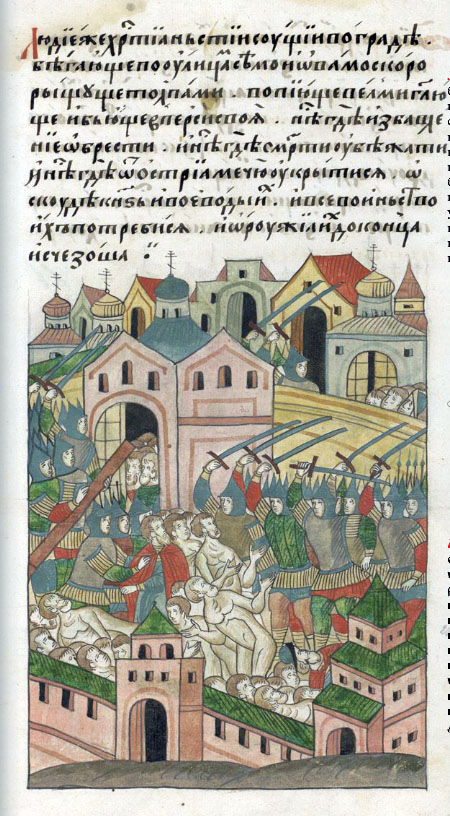
Разорение Москвы Тохтамышем

Их слова подтвердили Нижегородские княжичи Василий Кирдяпа и Семён:

«Верьте нам, мы ваши князья христианские, вам в том клянёмся».
Горожане поверили и открыли ворота. Из города торжественно вышли князь Остей, духовенство, бояре и простые люди. Ордынцы же набросились на них и начали всех рубить. Взобравшись на никем не защищённые стены, ордынцы принялись грабить всё и жечь. «И была в граде сеча зла и вне града тако же сеча велика. И до тех пор секли, пока руки и плечи их не ослабли и не обессилели они». Люди толпами метались по улицам, обречённо ища спасения. Ордынцы взламывали двери церквей и выволакивали, грабя и раздевая «донага», укрывавшихся там горожан всех возрастов — от младенцев до глубоких стариков. Срывая драгоценные оклады и ризы с икон, ордынцы топтали и надругались над образами святых и выносили всю церковную утварь. В огне погибло огромное количество книг, свезённых для сохранения в Москву со всех окраин. Была вывезена вся княжеская казна. Все люди были изрублены, сожжены, утоплены или уведены в рабство.

## Отход Тохтамыша
Взяв Москву, Тохтамыш распустил свои отряды по московским владениям: к Звенигороду, Волоку, Можайску, Юрьеву, Дмитрову и Переславлю-Залесскому. Однако взять удалось только последний. Многие жители, спасаясь в лодках, отплыли на середину Плещеева озера. Отряд, подошедший к Волоку, был атакован и наголову разбит наспех собранной ратью Владимира Андреевича Серпуховского. Многие татары попали в плен. Оставшиеся бежали с поля боя и сообщили Тохтамышу о случившемся. Тохтамыш, опасаясь подхода с Костромы войск Дмитрия Московского, немедленно приступил к сбору своих войск и покинул московские пределы, разорив на обратном пути Коломну. Перейдя Оку, Тохтамыш, вопреки договору с Олегом Рязанским, разграбил его землю. Олег бежал. Покинув рязанские пределы, Тохтамыш отправил к Дмитрию Суздальскому вместе с его сыном Семёном посла, своего шурина Шихмата. Василия хан оставил у себя. Войска Тохтамыша вернулись в Орду с громадной добычей, включая множество уведённых в рабство людей.

## Последствия
Вернувшись в Москву, Дмитрий был ошеломлён увиденным. Летописцы описывают его глубокую скорбь по погибшим, тела которых он повелел хоронить за счёт казны. Данные о том, сколько было уплачено и, соответственно, сколько людей погибло, разнятся. Воскресенская летопись сообщает, что за уборку 80 трупов платили по рублю, всего же было потрачено 300 рублей. Таким образом, количество погибших составляло 24 тысячи. В отличие от неё, Рогожский летописец пишет, что по рублю платили за 70 трупов, всего же раздали 150 рублей, что означает, что погибших было 10 тысяч. Историк Михаил Тихомиров считал данные Рогожского летописца более достоверными. Население Москвы накануне разорения он оценивал в 20 тысяч человек. Народ начал отстраивать города и сёла.
Спустя несколько дней Дмитрий послал собранное войско на Олега Рязанского, чтобы наказать того за предательство. Олег с небольшой дружиной скрылся. 7 октября в Москву из Твери вернулся Киприан, но из-за конфликта с Дмитрием вскоре отбыл в Киев. Той же осенью в Москву прибыл посол от Тохтамыша по имени Карач с предложением о мире. 23 апреля в 1383 году Дмитрий отправил в Орду своего старшего сына Василия. За ярлыком на Великое княжение Владимирское ещё осенью 1382 года в Орду отправились Михаил Тверской с сыном Александром и брат Дмитрия Суздальского Борис Городецкий. Однако Дмитрий выплатил Тохтамышу дань за 2 прошедших с поражения Мамая года, за что великое княжение Тохтамыш закрепил за родом московских князей, а Тверское княжество получило независимость от владимирского княжения, вернув в свой состав Кашин.
Перспектива даннической зависимости от Орды стала причиной возвращения некоторых союзников Дмитрия в зону влияния Великого княжества Литовского, в том числе участников Куликовской битвы — Андрея и Дмитрия Ольгердовичей. В 1384 году при посредничестве вдовы Ольгерда Ульяны Александровны был заключён предварительный договор между Дмитрием и Владимиром, с одной стороны, и Ягайло, Скиргайло и Корибутом, с другой, о бракосочетании Ягайло с дочерью Дмитрия и объявлении православия государственной религией Великого княжества Литовского, но в том же году Ягайло подписал с тевтонцами Дубисский договор, по которому обязался в течение четырёх лет, напротив, принять католицизм.